# 1219
| 1219               |
| ------------------ |
| Dødsfald - Fødsler |
| • Begivenheder     |

| Gregoriansk kalender | 1219 MCCXIX             |
| Ab urbe condita      | 1972                    |
| Armensk kalender     | 668 ԹՎ ՈԿԸ              |
| Kinesiske kalender   | 3915 – 3916 戊寅 – 己卯 |
| Etiopisk kalender    | 1211 – 1212             |
| Jødisk kalender      | 4979 – 4980             |
| Hindukalendere       |                         |
| - Vikram Samvat      | 1274 – 1275             |
| - Shaka Samvat       | 1141 – 1142             |
| - Kali Yuga          | 4320 – 4321             |
| Iransk kalender      | 597 – 598               |
| Islamisk kalender    | 616 – 617               |

Konge i Danmark: Valdemar Sejr 1202-1241
Se også 1219 (tal)

## Begivenheder
- 15. juni - under ledelse af Valdemar Sejr erobrer danskerne den nordlige del af Estland. Legenden om Dannebrog, der faldt ned fra himlen, stammer fra disse kampe. Dagen kaldes også for Valdemarsdag (flagets dag)

## Født
- Christoffer 1.